# Символи на пола
Оригинални символи:
| ♂ | От символа на Марс (U+2642 ♂). Символ на мъжки организъм или мъж.     |
| ♀ | От символа на Венера (U+2640 ♀). Символ на женски организъм или жена. |

Допълнително създадени:
|  | От символ на Меркурий (U+263F ☿). Символ на интерсексуален или хермафродит.                                                         |
|  | От мъжкия и женски символ (U+26A5 ⚥). Интерсексуален или трансджендър.                                                              |
|  | Друг трансджендър символ, комбинация на мъжки и женски знак с трета черта, характеризираща трансджендър хората (Unicode: U+26A7 ⚧). |

Символи на пола във връзка със сексуалността:
|  | Хетеросексуалност                 |
|  | Женска хомосексуалност, лесбийки. |
|  | Мъжка хомосексуалност, гейове.    |